# Escala Udden-Wentworth
Escala de Udden-Wentworth é uma escala granulométrica utilizada em geologia e geotecnia para classificar materiais geológicos, em especial materiais detríticos e clastos em função do diâmetro dos fragmentos, ou grãos, que os constituem.
Ao analisar escalas lineares ou aritméticas, percebeu-se que estas não eram as mais apropriadas na obtenção de resultados nos estudos de sedimentos. Analisando a distribuição das dimensões das partículas dos sedimentos por meio das escalas aritméticas, nota-se que esta apresenta uma distribuição assimétrica, onde a maior parte das partículas concentram-se nas dimensões menores.
Esse tipo de distribuição faz com que sedimentos bem diferentes pareçam semelhantes, o que não a torna a mais apropriada para o estudo de suas diferenças. Com isso, buscou-se uma abordagem diferente, de modo que a representação gráfica se aproximasse mais com uma distribuição normal (ou gaussianas). Assim, começou a se tentar descrever os sedimentos com base em escalas geométricas ou logarítmicas.
Johan Udden, sedimentólogo americano, em 1898, apresentou uma proposta de escala geométrica com ampla aceitação no meio científico. Esta escala geométrica criado pelo americano utilizava inicialmente potencias de 2mm, até ser modificada por Chester K. Wentworth, em 1922. Com esta modificação, a escala passou a usar potencias de 2 e 1mm como referencia, sendo 1mm - 0,5mm - 0,25mm - 0,125mm - ... na escala decrescente, e 1mm - 2mm - 4mm - 8mm - ... na escala crescente. Esta nova escala passou a ser chamada de Escala Udden-Wentworth.
Com esta nova forma de se avaliar sedimentos, foi proposto também uma forma de designação para os vários elementos da série, as classes texturais. Por exemplo, a argila seriam as partículas cujas dimensões eram inferiores a 1/256mm (o,oo39mm) e silte partículas com dimensões entre 1/256mm e 1/16mm (0,0625mm).